# Armageddon (album d'Armageddon)
Pour les articles homonymes, voir Armageddon (homonymie).
Armageddon est l'unique album du groupe anglo-américain du même nom. Il est sorti en 1975 sur le label A&M Records et a été produit par le groupe lui-même.
C'était un supergroupe, ses membres venant de groupes réputés, les Yardbirds et Renaissance pour le chanteur Keith Relf, Captain Beyond et Johnny Winter pour le batteur Bobby Caldwell, Renaissance, Steamhammer et Rod Stewart pour le guitariste Martin Pugh ainsi que Renaissance et Steamhammer pour le bassiste Louis Cennamo.
Cet album fut enregistré dans les Studios Olympic, Londres pendant l'automne 1974. Il est un mélange de hard rock et de rock progressif.
Le groupe se sépara début 1976 et le chanteur Keith Relf décéda le 4 mai par électrocution.

## Liste des titres
Face 1
| No | Titre                             | Auteur                                  | Durée |
| -- | --------------------------------- | --------------------------------------- | ----- |
| 1. | Buzzard                           | Martin Pugh, Bobby Caldwell, Keith Relf | 8:16  |
| 2. | Silver Tightrope                  | Pugh, Caldwell, Relf                    | 8:23  |
| 3. | Paths and Planes and Future Gains | Pugh, Caldwell, Relf                    | 4:30  |

Face 2
| No | Titre | Auteur                              | Durée |
| -- | --- | ----------------------------------- | ----- |
| 4. | Last Stand Before | Pugh, Caldwell, Relf, Louis Cennamo | 8:23  |
| 5. | Basking In the White of the Midnight Sun - a) Warning Coming On - (1:00) - b) Basking in the White of the Midnight Sun (3:03) - c) Brother Ego - (5:10) - d) Basking in the White of the Midnight Sun (Reprise) - (2:18) | Pugh, Caldwell, Relf, Cennamo       | 11:31 |

## Musiciens
- Keith Relf: chant, harmonica
- Martin Pugh: guitare électrique et acoustique
- Bobby Caldwell: batterie, percussions, piano, chœurs
- Louis Cennamo: basse, basse électrique joué avec un archet (electric bowed bass guitar)